# LRAC de 73 mm Modèle 1950
Le LRAC de 73 mm modèle 1950, officiellement appelé lance-roquettes antichar de 73 mm modèle 1950, est un lance-roquettes réutilisable qui est utilisé dans l'armée française à partir des années 1950.

## Histoire

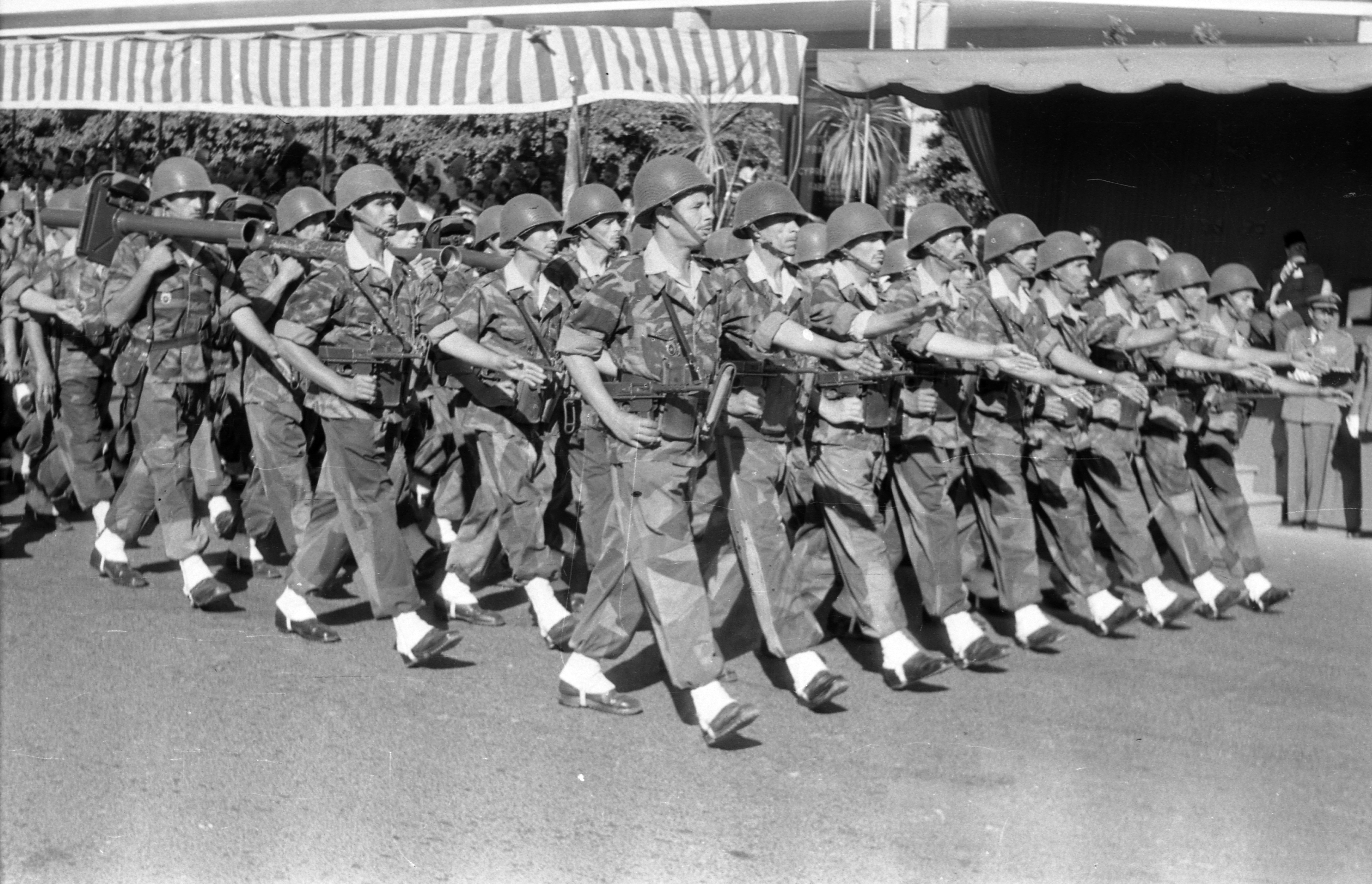
Défilé de l'armée royale marocaine en 1960. Les militaires au 3e rang portent des LRAC de 73 mm Modèle 1950.

Le LRAC de 73 mm modèle 1950 est largement inspiré du Panzerschreck. Il est financé par le plan Marshall.
Il est capable de percer 30 cm de blindage et 90 cm de béton. Il est utilisé pendant la guerre de Corée par le bataillon français de l'Organisation des Nations unies, car il transperce le blindage des chars T-34.
En 1957, durant la guerre d’Algérie, des expérimentations ont lieu pour les tout premiers hélicoptères armées. Le LRAC est testé sur un Sikorsky H-19 puis sur un Sikorsky H-34 mais n'est pas retenu.
Il est exporté en Israël dont les troupes l'utilisent, entre autres, durant la Guerre des Six Jours en 1967 et au Maroc.
Il est remplacé progressivement dans les années 1980 par le LRAC de 89 mm modèle F1.

## Description
Le LRAC de 73 mm modèle 1950 est constitué par un tube lisse ouvert aux deux extrémités, sur lequel sont fixés de l'arrière vers l'avant :   
- Le boitier de connexion sur lequel est connectée la roquette par l'intermédiaire d'un jack.
- La poignée de mise de feu contenant un générateur piézoéléctrique.
- L’appareil de pointage portant la lunette APX L 715-4.
- Le bouclier qui protège le tireur et son chargeur du souffle et des restes de combustion de la roquette.

Au moment du tir une zone de sécurité de 25 m à l'arrière dans l'axe du tube est nécessaire pour protéger les hommes et les matériels des gaz de combustion de la roquette au départ du coup.
Le LRAC de 73 mm modèle 1950 tire des roquettes antichar de 73 mm, modèle 1950 d'un poids de 1,38 kg et d'une longueur de 58 cm ou des roquettes mixte (antichar et antipersonnel). Pour l'entrainement, il peut tirer des roquettes d'exercice de 73 mm  modèle 1950 avec une tête inerte (sans explosif) et un propulseur normal.
À partir de 1959, l'entrainement au tir peut se faire à l'aide d'un tube réducteur de 20 mm modèle 1959. Le tube réducteur se compose d’une fausse roquette dans laquelle est logé un canon de 20 mm. Ce canon tire une cartouche à amorce électrique à balle en plomb de 20 mm. Il est prolongé, à l’arrière, par un tube court de même calibre avec une cartouche à amorce électrique sans balle qui projette vers l’arrière de l'eau. Les deux cartouches sont tirées simultanément, la projection du liquide vers l’arrière annule le recul de l’arme et simule le jet de gaz du propulseur de la roquette réelle.